# Andrija Puharich
Andrija Puharich (n. 19 februarie 1918, Chicago, Illinois, SUA – d. 3 ianuarie 1995, Dobson⁠(d), Carolina de Nord, SUA) — născut Henry Karel Puharić — a fost un cercetător medical și parapsihologic, inventator medical, medic și autor american de origine croată. Este cunoscut drept persoana care i-a adus pe israelianul Uri Geller (născut în 1946) și olandezul Peter Hurkos⁠(d) (1911–1988) în Statele Unite ale Americii pentru investigații științifice.

## Tinerețe
Puharich s-a născut în Chicago, Illinois, cq unul dintre cei șapte copii născuți din imigranți croați. Tatăl său a emigrat din Imperiul Austro-Ungar, intrând în SUA în 1912 ca pasager clandestin. Acasă, părinții lui Karel îl numeau mereu „Andrija”, care se pare că nu era numele lui la naștere, ci doar o poreclă dată de părinți. Când Karel, în copilărie, a început să meargă la școală, părinții lui l-au înscris sub numele de „Henry Karl Puharich”, simțind că va fi mai ușor acceptat cu acest nume decât cu numele care sună străin „Karel Puharić”. După aceea s-a semnat adesea numele ca „Henry Karl Puharich”. El a început să-și folosească porecla „Andrija” ca prenume în ultima parte a vieții sale.
În timpul celui de-al Doilea Război Mondial, Puharich a urmat cursuri la Universitatea Northwestern ca student în Programul de Formare Specializată a Armatei⁠(d) (Army Specialized Training Program). El a obținut o diplomă de licență în filozofie și premedicină în 1943 și și-a primit doctoratul de la Northwestern University School of Medicine în 1947. Rezidențiatul său a fost finalizat la Permanente Research Foundation din Oakland, California, unde s-a specializat în medicină internă.

## Carieră
Din 1953 până în 1955, a servit ca un căpitan în Corpul Medical al Armatei⁠(d) (United States Army Medical Corps); în această calitate, a fost repartizat ca șef serviciu de ambulatoriu, dispensar al armatei SUA, Centrul chimic al armatei, Arsenal Edgewood⁠(d), Maryland. În acel moment, el prezenta deja lucrări despre posibila utilitate militară a fenomenelor paranormale.
În acea perioadă, a fost la Edgewood Arsenal Research Laboratories și Fort Detrick⁠(d), unde a întâlnit diverși ofițeri și oficiali de rang înalt, în principal de la Pentagon, CIA și Naval Intelligence. Arsenal Edgewood este în prezent numit oficial Zona Edgewood din Aberdeen Proving Ground⁠(d).
Puharich a fost impresionat de poveștile despre o persoană cu abilități de percepție extrasenzorială, olandezul Peter Hurkos, și l-a invitat în SUA în 1956 pentru a-i investiga presupusele abilități (vezi mai jos). În 1960, Puharich a investigat ședințe de materializare la Camp Chesterfield, dar a descoperit că prin folosirea unui tifon este falsificată ectoplasmă. Puharich a apărut în rolul său în serialul de televiziune Perry Mason, în episodul „The Case of the Meddling Medium”, în 1961. El efectuează o serie de trei teste pentru a ajuta la determinarea percepției extrasenzoriale a clientului lui Mason acuzat de crimă. În timpul celui de-al treilea test, criminalul real este expus.
În 1960, Puharich a participat la ritualurile Chatino⁠(d) din Mexic, care implicau consumul de droguri halucinogene. :87Aceste experiențe au dus la publicarea cărților sale The Sacred Mushroom și Beyond Telepathy. În 1963, Puharich l-a investigat pe chirurgul brazilian cu abilități de percepție extrasenzorială Zé Arigó⁠(d), pe care l-a privit în mod favorabil, :87oferind o postfață pentru biografia acestuia din 1974.
În 1971, Puharich l-a întâlnit pe psihicul israelian Uri Geller și l-a susținut ca o persoană cu abilități autentice de percepție extrasenzorială (vezi mai jos). Puharich a scris o biografie de susținere a lui Geller în 1974, un subiect pe care l-a investigat cu ajutorul lui Itzhak Bentov⁠(d), printre alții.
În anii 1970, Puharich a susținut că a investigat efectele unui fascicul de radiații de joasă frecvență pe care Uniunea Sovietică îl testase. Potrivit lui Puharich, fasciculul se baza pe munca lui Nikola Tesla și putea fi folosit ca armă pentru a controla oamenii. El a susținut, de asemenea, că fasciculul a fost responsabil pentru tulburările climatice, cutremure, boala legionarilor și revolte violente. Puharich a scris că Tesla a fost contactat de mai multe ori de extratereștri. 
Două dintre cele mai faimoase dintre cele peste 50 de brevete ale lui Puharich au fost dispozitivul pentru auz: U.S. Patent 2995633 și „metodă și aparat pentru îmbunătățirea performanței neuronale la subiecții umani prin electroterapie” U.S. Patent 3563246 ”. I s-a acordat și un U.S. Patent 4,394,230 în 1983 pentru o „metodă și aparat pentru împărțirea moleculelor de apă. Cercetarea sa a inclus studiul influenței emisiilor de unde electromagnetice ELF de frecvență extrem de joasă asupra minții și a inventat mai multe dispozitive care se presupune că blochează sau convertesc undele ELF pentru a preveni vătămările.

## Subiecți investigați

### D. G. Vinod
În decembrie 1952, Puharich l-a invitat pe misticul hindus D. G. Vinod la una dintre sesiunile sale de medium. În timpul experimentului, Vinod a intrat în transă și a susținut că a contactat un grup de entități care se numeau „Cei Nouă”.  

### Peter Hurkos
Puharich a fost impresionat de poveștile despre o persoană cu abilități de percepție extrasenzorială, olandezul Peter Hurkos⁠(d), și l-a invitat în SUA în 1956 pentru a-i investiga presupusele abilități. Hurkos a fost studiat la Glen Cove, Maine⁠(d), laboratorul de cercetare medicală despre care Puharich considera că ar oferi condiții controlate. Rezultatele l-au convins pe Puharich că Hurkos avea abilități psihice autentice. Cu toate acestea, experimentele nu au fost repetate de alți oameni de știință. Puharich a fost descris ca un „investigator credincios”. Raymond Buckland⁠(d) a scris „cu excepția doctorului Andrija Puharich, niciun investigator psihic recunoscut nu a fost impresionat de performanțele lui Hurkos”.

### Uri Geller
Puharich l-a cunoscut în 1971 pe Uri Geller și l-a adus în Statele Unite ale Americii pentru investigații științifice și a susținut ca este o persoană cu abilități autentice de percepție extrasenzorială. Sub hipnoză, Geller a susținut că a fost trimis pe Pământ de extratereștri dintr-o navă spațială numită Spectra aflată la 53.000 de ani lumină distanță. Geller a negat mai târziu afirmațiile ca fiind o fantezie spațială, dar a afirmat că „există o mică posibilitate ca unele dintre energiile mele să aibă o conexiune extraterestră”.
În 1974, Puharich a susținut că a observat că Geller a transformat metal în aur prin puterea sa psihică. Puharich a mai declarat că Geller a teleportat un câine prin pereții casei sale. Martin Gardner a scris că „nici un expert în fraudă nu a fost acolo ca observator”, așa că nimeni nu ar trebui să ia în serios afirmația lui Puharich. Afirmațiile sale paranormale despre Geller au fost criticate de psihologul David Marks.
În biografia lui Geller, Uri: A Journal of the Mystery of Uri Geller (1974), Puharich a susținut că Geller a comunicat cu computere super inteligente din spațiul cosmic. Potrivit lui Puharich, computerele au trimis mesaje pentru a avertiza omenirea că este posibil să se producă un dezastru dacă oamenii nu își schimbă comportamentul. Puharich a susținut că ființele extraterestre i-au comunicat că Geller este salvatorul ales al umanității și i s-a oferit capacitatea de a contacta farfuriile zburătoare și de a realiza fenomene paranormale precum telechinezia, îndoirea lingurii, telepatia și teleportarea. De asemenea, a susținut că a experimentat fenomene poltergeist cu Geller. Psihologul Christopher Evans, care a revizuit cartea în New Scientist, a scris că, deși Puharich crede în fiecare cuvânt pe care l-a scris, cartea este pentru cei creduli și „acei fani ai lui Geller care ar fi sperat că vor folosi cartea ca muniție pentru a-i impresiona pe sceptici. Vor fi cei mai dezamăgiți dintre toți”. James Randi a scris că biografia conține „teorii stupide”, dar a fost „atât un impuls, cât și o piatră de moară pentru Geller”.

### Greta Woodrew
Se spune că Puharich a hipnotizat-o pe Greta Woodrew⁠(d) la Lab Nine, pe moșia sa din Ossining, New York. Prin aceste sesiuni, Woodrew ar fi luat contact psihic cu ființe extraterestre.

## Viață personală
În timp ce a lucrat în Mexic, Puharich s-a căsătorit și mai târziu a divorțat de Rebecca Alban Hoffberger⁠(d), viitoarea fondatoare și directoare a Muzeului American de Artă Vizionară⁠(d) (American Visionary Art Museum).

## Publicații
- Effects of Tesla's Life and Electrical Inventions. Efectele vieții lui Tesla și invențiile electrice (Eseu despre Nikola Tesla)
- The Sacred Mushroom: Key to the Door of Eternity. Ciuperca sacră: cheia ușii eternității
- Beyond Telepathy. Dincolo de telepatie, prefață de Ira Einhorn⁠(d)
- Uri: A Journal of the Mystery of Uri Geller. Uri: Un jurnal al misterului lui Uri Geller. Anchor Press / Doubleday (1974)ISBN: 0-385-00992-5
- The Iceland Papers, editor
- Magnetic Model of Matter. Modelul magnetic al materiei
- ELF Magnetic Model Of Matter And Mind. Model magnetic ELF al materiei și minții
- Origin Of Life. Originea vieții
- Arta Vindecării
- Tesla's Magnifying Transmitter